# Onthophagus semiopacus
Onthophagus semiopacus är en skalbaggsart som beskrevs av Edgar von Harold 1869. Onthophagus semiopacus ingår i släktet Onthophagus och familjen bladhorningar. Inga underarter finns listade i Catalogue of Life.